# Primera División femenina de fútbol sala 2016-17
La temporada 2016-17 de Primera División fue la 23.ª edición de la máxima categoría de la Liga Nacional de Fútbol Sala Femenina de España. La competición se disputa anualmente, empezando a finales del mes de agosto o principios de septiembre, y terminando en el mes de mayo o junio del siguiente año.
La Primera División consta de un grupo único integrado por dieciséis equipos. Siguiendo un sistema de liga, los dieciséis equipos se enfrentan todos contra todos en dos ocasiones -una en campo propio y otra en campo contrario- sumando un total de 30 jornadas. El orden de los encuentros se decide por sorteo antes de empezar la competición. La clasificación final se establece con arreglo a los puntos totales obtenidos por cada equipo al finalizar el campeonato. Los equipos obtienen tres puntos por cada partido ganado, un punto por cada empate y ningún punto por los partidos perdidos. El equipo que más puntos sume al final del campeonato será proclamado campeón de Liga.

## Información de los equipos
| Club                         | Ciudad                | Comunidad Autónoma   | Entrenador/a      | Pabellón                            | Aforo |
| ---------------------------- | --------------------- | -------------------- | ----------------- | ----------------------------------- | ----- |
| CD Burela FS Pescados Rubén  | Burela                | Galicia              | Iván Cao Lucas    | Vista Alegre                        | 1.400 |
| Atlético Madrid Navalcarnero | Navalcarnero          | Comunidad de Madrid  | Andrés Sanz       | La Estación                         | 1.500 |
| AD Alcorcón FSF              | Alcorcón              | Comunidad de Madrid  | Ángel Orejón      | Los Cantos                          | 1.568 |
| Universidad de Alicante FSF  | Alicante              | Comunidad Valenciana | Carlos Navarro    | Universidad de Alicante             | 500   |
| Ourense Envialia             | Orense                | Galicia              | Chipi             | Os Remedios                         | 2.500 |
| Rubí FS                      | Rubí                  | Cataluña             | Manel Cintas      | La Llana                            |       |
| Cidade de As Burgas FS       | Orense                | Galicia              | Manolo Codeso     | Os Remedios                         | 2.500 |
| Jimbee Roldán FSF            | Torre Pacheco         | Región de Murcia     | Íñigo Martínez    | Gabriel Pérez                       | 460   |
| Poio Pescamar FS             | Poyo                  | Galicia              | Marcio Santos     | A Seca                              | 700   |
| FSF Móstoles                 | Móstoles              | Comunidad de Madrid  | Héctor Posse      | Villafontana                        | 450   |
| Penya Esplugues Gironella    | Esplugas de Llobregat | Cataluña             | Robert Caneda     | Les Moreres                         | 470   |
| Majadahonda FSF /AFAR 4      | Majadahonda           | Comunidad de Madrid  | Roberto de Frutos | La Granadilla                       | 200   |
| FSF Rioja                    | Logroño               | La Rioja             | Carlos Moreno     | Palacio de los Deportes de La Rioja | 4.000 |
| CD Leganés Masdeporte        | Leganés               | Comunidad de Madrid  | Iván Labrado      | La Fortuna                          | 490   |
| FSF. UCAM El Pozo Murcia     | Murcia                | Región de Murcia     | Juan Alcaraz      | José María Cagigal                  | 1.000 |
| UDC Txantrea                 | Pamplona              | Navarra              | Iker Bizkai       | Arrosadía                           |       |

## Equipos por comunidad autónoma
Navalcarnero

 Alcorcón

 Móstoles

 Majadahonda

 Leganés
| Comunidad autónoma   | N.º | Equipos |
| -------------------- | --- | --- |
| Comunidad de Madrid  | 5   | Atlético Madrid Navalcarnero, AD Alcorcón FSF, FSF Móstoles, Majadahonda F.S.F./Afar 4 y CD Leganés Masdeporte. |
| Galicia              | 4   | Ourense C. F., Cidade de As Burgas F. S., Burela F. S. y Poio F. S. Pescamar                                    |
| Región de Murcia     | 2   | Jimbee Roldán F. S. F. y FSF. UCAM El Pozo Murcia.                                                              |
| Cataluña             | 2   | Penya Esplugues Gironella y Rubí F. S.                                                                          |
| Comunidad Valenciana | 1   | C. D. Universidad de Alicante.                                                                                  |
| Navarra              | 1   | UDC Txantrea.                                                                                                   |
| La Rioja             | 1   | FSF- Rioja. |

## Clasificación
|                                                   |     | Equipos                       | PJ | G  | E  | P  | GF  | GC  | Dif. | Pts. |
| ------------------------------------------------- | --- | ----------------------------- | -- | -- | -- | -- | --- | --- | ---- | ---- |
|                                                   | 1.  | Atlético Madrid Navalcarnero  | 30 | 28 | 1  | 1  | 126 | 30  | +96  | 85   |
|                                                   | 2.  | C. D. Universidad de Alicante | 30 | 23 | 2  | 5  | 114 | 48  | +66  | 71   |
|                                                   | 3.  | A. D. Alcorcón F. S. F.       | 30 | 21 | 4  | 5  | 113 | 46  | +67  | 67   |
|                                                   | 4.  | Burela F. S.                  | 30 | 18 | 5  | 7  | 86  | 57  | +29  | 59   |
|                                                   | 5.  | Ourense Envialia C. F.        | 30 | 15 | 10 | 5  | 84  | 48  | +36  | 55   |
|                                                   | 6.  | Poio F. S. Pescamar           | 30 | 16 | 6  | 8  | 77  | 55  | +22  | 54   |
|                                                   | 7.  | Jimbee Roldán F. S. F.        | 30 | 16 | 3  | 11 | 110 | 68  | +42  | 51   |
|                                                   | 8.  | Majadahonda F. S. F./Afar 4   | 30 | 11 | 7  | 12 | 83  | 98  | -15  | 40   |
|                                                   | 9.  | Cidade de As Burgas F. S.     | 30 | 11 | 5  | 14 | 85  | 95  | -10  | 38   |
|                                                   | 10. | F. S. F. Móstoles             | 30 | 11 | 4  | 15 | 84  | 93  | -9   | 37   |
|                                                   | 11. | Penya Esplugues Gironella     | 30 | 11 | 4  | 15 | 69  | 78  | –9   | 37   |
|                                                   | 12. | UCAM-ElPozo Murcia            | 30 | 7  | 5  | 18 | 61  | 95  | –34  | 26   |
|                                                   | 13. | Leganés Masdeporte            | 30 | 5  | 5  | 20 | 60  | 110 | –50  | 20   |
|                                                   | 14. | F. S. F. Rioja                | 30 | 3  | 6  | 21 | 39  | 116 | –77  | 15   |
|                                                   | 15. | UDC Txantrea                  | 30 | 3  | 5  | 22 | 46  | 125 | –79  | 14   |
|                                                   | 16. | Rubí F. S.                    | 30 | 3  | 4  | 23 | 48  | 124 | –76  | 10N1 |
| Nota 1: El Rubí tiene 3 puntos menos por sanción. |     |                               |    |    |    |    |     |     |      |      |
| Última actualización: 3 de junio de 2017          |     |                               |    |    |    |    |     |     |      |      |

|  | Campeón de Liga y clasificado para la Copa de España 2017 |
|  | Clasificado para la Copa de España 2017                   |
|  | Descendido a Segunda División 2016-17                     |

| Bandera de la Comunidad de Madrid               |
| Campeón Atlético Madrid Navalcarnero 4.º título |

### Evolución de la clasificación
| Equipo / Jornada              | 1  | 2  | 3  | 4  | 5   | 6   | 7   | 8   | 9   | 10  | 11  | 12  | 13 | 14 | 15 | 16 | 17 | 18 | 19 | 20 | 21 | 22 | 23 | 24 | 25 | 26 | 27 | 28 | 29 | 30 |
| Equipo / Jornada              |    |    |    |    |     |     |     |     |     |     |     |     |    |    |    |    |    |    |    |    |    |    |    |    |    |    |    |    |    |    |
| ----------------------------- | -- | -- | -- | -- | --- | --- | --- | --- | --- | --- | --- | --- | -- | -- | -- | -- | -- | -- | -- | -- | -- | -- | -- | -- | -- | -- | -- | -- | -- | -- |
| Atlético Madrid Navalcarnero  | 1  | 6* | 5* | 1  | 1   | 1   | 1   | 1   | 1   | 1   | 1   | 1   | 1  | 1  | 1  | 1  | 1  | 1  | 1  | 1  | 1  | 1  | 1  | 1  | 1  | 1  | 1  | 1  | 1  | 1  |
| C. D. Universidad de Alicante | 5  | 2  | 2  | 2  | 2   | 2   | 2   | 2   | 2   | 2   | 2   | 2   | 2  | 2  | 2  | 2  | 2  | 2  | 2  | 2  | 2  | 2  | 2  | 2  | 2  | 2  | 2  | 2  | 2  | 2  |
| A. D. Alcorcón F. S. F.       | 7  | 4  | 4  | 3  | 5   | 3   | 5   | 4   | 3   | 3   | 4   | 3   | 3  | 3  | 3  | 3  | 3  | 3  | 3  | 3  | 3  | 3  | 3  | 3  | 3  | 3  | 3  | 3  | 3  | 3  |
| Burela F. S.                  | 2  | 7* | 8* | 8  | 8   | 5   | 3   | 5   | 4   | 4   | 3   | 4   | 4  | 4  | 4  | 4  | 4  | 4  | 4  | 4  | 4  | 4  | 4  | 4  | 4  | 4  | 4  | 4  | 4  | 4  |
| Ourense Envialia C. F.        | 6  | 5  | 6  | 6  | 3   | 6   | 4   | 3   | 5   | 5   | 5   | 5   | 5  | 5  | 5  | 5  | 5  | 5  | 5  | 5  | 5  | 5  | 5  | 5  | 5  | 6  | 5  | 5  | 5  | 5  |
| Poio F. S. Pescamar           | 4  | 3  | 3  | 4  | 6   | 8   | 8   | 6   | 8   | 9   | 10  | 8   | 7  | 8  | 6  | 6  | 6  | 6  | 7  | 7  | 6  | 6  | 6  | 6  | 6  | 5  | 6  | 6  | 6  | 6  |
| Jimbee Roldán F. S. F.        | 8  | 11 | 7  | 7  | 4   | 7   | 7   | 9   | 7   | 8   | 7   | 7   | 9  | 6  | 8  | 8  | 7  | 7  | 6  | 6  | 7  | 7  | 7  | 7  | 7  | 7  | 7  | 7  | 7  | 7  |
| Majadahonda F. S. F./Afar 4   | 13 | 9  | 10 | 11 | 9   | 11  | 11  | 11  | 11  | 10  | 8   | 9   | 10 | 9  | 10 | 10 | 10 | 10 | 11 | 9  | 10 | 11 | 11 | 11 | 11 | 9  | 10 | 10 | 8  | 8  |
| Cidade de As Burgas F. S.     | 15 | 8  | 9  | 10 | 12  | 10  | 10  | 8   | 6   | 7   | 6   | 6   | 8  | 10 | 7  | 7  | 8  | 8  | 9  | 10 | 11 | 10 | 8  | 10 | 9  | 10 | 9  | 8  | 9  | 9  |
| F. S. F. Móstoles             | 3  | 1  | 1  | 5  | 7   | 4   | 6   | 7   | 10  | 11  | 11  | 11  | 11 | 11 | 11 | 11 | 11 | 11 | 10 | 11 | 9  | 8  | 9  | 9  | 8  | 8  | 8  | 9  | 10 | 10 |
| Penya Esplugues Gironella     | 16 | 15 | 11 | 9  | 10* | 9*  | 9*  | 10* | 9*  | 6*  | 9*  | 10* | 6  | 7  | 9  | 9  | 9  | 9  | 8  | 8  | 8  | 9  | 10 | 8  | 10 | 11 | 11 | 11 | 11 | 11 |
| UCAM-ElPozo Murcia            | 14 | 14 | 16 | 13 | 15  | 15  | 15  | 15  | 14  | 13  | 12  | 12  | 12 | 14 | 12 | 12 | 12 | 12 | 12 | 12 | 12 | 12 | 12 | 12 | 12 | 12 | 12 | 12 | 12 | 12 |
| Leganés Masdeporte            | 9  | 10 | 12 | 12 | 13  | 13  | 13  | 13  | 13  | 14  | 14  | 14  | 14 | 15 | 15 | 15 | 13 | 13 | 13 | 13 | 13 | 13 | 13 | 13 | 13 | 13 | 13 | 13 | 13 | 13 |
| F. S. F. Rioja                | 11 | 13 | 15 | 15 | 16  | 16  | 16  | 16  | 16  | 16  | 16  | 16  | 16 | 16 | 16 | 16 | 16 | 16 | 16 | 16 | 15 | 15 | 15 | 15 | 15 | 15 | 15 | 15 | 15 | 14 |
| UDC Txantrea                  | 12 | 16 | 14 | 16 | 11  | 12  | 12  | 12  | 12  | 12  | 13  | 13  | 13 | 12 | 13 | 14 | 14 | 14 | 14 | 14 | 14 | 14 | 14 | 14 | 14 | 14 | 14 | 14 | 14 | 15 |
| Rubí F. S.                    | 10 | 12 | 13 | 14 | 14* | 14* | 14* | 14* | 15* | 15* | 15* | 15* | 15 | 13 | 14 | 13 | 15 | 15 | 15 | 15 | 16 | 16 | 16 | 16 | 16 | 16 | 16 | 16 | 16 | 16 |

- Equipos con un partido menos (*)

## Resultados
Los horarios corresponden a la CET (Hora Central Europea) UTC+1 en horario estándar y UTC+2 en horario de verano.
| Jimbee Roldán FSF        | 2 - 2 | AD Alcorcón FSF         | 10 de septiembre | 12:00 | Gabriel Pérez  | 600 |
| Ourense Envialia         | 1 - 0 | FSF Rioja               | 10 de septiembre | 17:00 | Los Remedios   | 400 |
| FS Gironella             | 1 - 5 | At. Madrid Navalcarnero | 10 de septiembre | 17:45 | Les Moreras    | 300 |
| Leganés Masdeporte       | 2 - 2 | Rubí FS                 | 10 de septiembre | 18:00 | La Fortuna     | 500 |
| Burela FS Pescados Rubén | 7 - 4 | Cidade de As Burgas     | 10 de septiembre | 18:30 | Vista Alegre   | 500 |
| Universidad de Alicante  | 3 - 2 | Majadahonda FSF/AFAR 4  | 10 de septiembre | 18:30 | Univ. Alicante | 400 |
| Móstoles FSF             | 4 - 2 | UCAM El Pozo Murcia     | 10 de septiembre | 18:30 | Villafontana   | 200 |
| UDC Txantrea             | 5 - 6 | Poio Pescamar           | 10 de septiembre | 19:00 | Arrosadía      | 300 |

| FSF Rioja               | 1 - 1 | Leganés Masdeporte       | 17 de septiembre | 16:00 | Gonzalo Berceo  | 150 |
| Cidade de As Burgas     | 5 - 1 | UDC Txantrea             | 17 de septiembre | 17:00 | Los Remedios    | 350 |
| UCAM ElPozo Murcia      | 0 - 1 | Universidad de Alicante  | 17 de septiembre | 18:00 | José Mª Cagigal | 300 |
| Poio Pescamar           | 1 - 1 | Ourense Envialia         | 17 de septiembre | 18:30 | A Seca          | 400 |
| Majadahonda FSF/AFAR 4  | 3 - 2 | Jimbee Roldán FSF        | 17 de septiembre | 19:00 | La Granadilla   | 100 |
| Rubí FS                 | 1 - 2 | Móstoles FSF             | 17 de septiembre | 20:00 | La Llana        | 150 |
| AD Alcorcón FSF         | 3 - 2 | Gironella                | 18 de septiembre | 13:00 | Los Cantos      | 300 |
| At. Madrid Navalcarnero | 2 - 1 | Burela FS Pescados Rubén | 29 de septiembre | 20:30 | La Estación     | 250 |

| Jimbee Roldán FSF        | 4 - 2 | UCAM ElPozo Murcia      | 24 de septiembre | 12:00 | Gabriel Pérez  | 500 |
| FS Gironella             | 3 - 1 | Majadahonda FSF/AFAR 4  | 24 de septiembre | 16:00 | Les Moreras    | 50  |
| Cidade de As Burgas      | 1 - 3 | At. Madrid Navalcarnero | 24 de septiembre | 17:00 | Los Remedios   | 450 |
| Leganés Masdeporte       | 0 - 4 | Poio Pescamar           | 24 de septiembre | 18:00 | La Fortuna     | 150 |
| Burela FS Pescados Rubén | 1 - 3 | AD Alcorcón FSF         | 24 de septiembre | 18:30 | Vista Alegre   | 400 |
| Universidad de Alicante  | 4 - 2 | Rubí FS                 | 24 de septiembre | 18:30 | Univ. Alicante | 350 |
| Móstoles FSF             | 5 - 0 | FSF Rioja               | 24 de septiembre | 18:30 | Villafontana   | 400 |
| UDC Txantrea             | 1 - 1 | Ourense Envialia        | 24 de septiembre | 19:00 | Arrosadía      | 350 |

| Rubí FS                 | 1 - 3  | Jimbee Roldán FSF         | 1 de octubre | 16:30 | La Llana        | 250 |
| Ourense Envialia        | 5 - 2  | Leganés Masdeporte        | 1 de octubre | 17:00 | Los Remedios    | 500 |
| UCAM ElPozo Murcia      | 3 - 3  | Penya Esplugues Gironella | 1 de octubre | 18:00 | José Mª Cagigal | 200 |
| Poio Pescamar           | 2 - 1  | Móstoles FSF              | 1 de octubre | 18:30 | A Seca          | 450 |
| Majadahonda FSF/AFAR 4  | 1 - 5  | Pescados Rubén Burela FS  | 1 de octubre | 20:00 | La Granadilla   | 200 |
| At. Madrid Navalcarnero | 10 - 1 | UDC Txantrea              | 2 de octubre | 11:30 | La Estación     | 150 |
| FSF Rioja               | 2 - 7  | Universidad de Alicante   | 2 de octubre | 13:00 | Pal. Deportes   | 200 |
| Alcorcón FSF            | 4 - 0  | Cidade de As Burgas       | 2 de octubre | 13:00 | Los Cantos      | 400 |

| Jimbee Roldán FSF         | 8 - 1 | FSF Rioja              | 8 de octubre   | 12:00 | Gabriel Pérez  | 400 |
| At. Madrid Navalcarnero   | 2 - 0 | Alcorcón FSF           | 8 de octubre   | 18:00 | La Estación    | 600 |
| Universidad de Alicante   | 4 - 1 | Poio Pescamar          | 8 de octubre   | 18:30 | Univ. Alicante | 300 |
| Móstoles FSF              | 2 - 3 | Ourense Envialia       | 8 de octubre   | 18:30 | Villafontana   | 450 |
| Pescados Rubén Burela FS  | 2 - 1 | UCAM ElPozo Murcia     | 8 de octubre   | 18:30 | Vista Alegre   | 500 |
| UDC Txantrea              | 4 - 2 | Leganés Masdeporte     | 8 de octubre   | 19:00 | Arrosadía      | 350 |
| Cidade de As Burgas       | 4 - 6 | Majadahonda FSF/AFAR 4 | 9 de octubre   | 12:00 | Los Remedios   | 500 |
| Penya Esplugues Gironella | 2 - 0 | Rubí FS                | 3 de diciembre | 12:30 | Les Moreras    | 100 |

| Rubí FS                | 1 - 2 | Pescados Rubén Burela FS  | 15 de octubre | 16:30 | La Llana        | 200 |
| Ourense Envialia       | 3 - 3 | Universidad de Alicante   | 15 de octubre | 17:00 | Los Remedios    | 400 |
| FSF Rioja              | 1 - 3 | Penya Esplugues Gironella | 15 de octubre | 18:00 | Pal. Deportes   | 200 |
| UCAM ElPozo Murcia     | 1 - 2 | Cidade de As Burgas       | 15 de octubre | 18:00 | José Mª Cagigal | 150 |
| Poio Pescamar          | 2 - 2 | Jimbee Roldán FSF         | 15 de octubre | 18:30 | A Seca          | 400 |
| Majadahonda FSF/AFAR 4 | 1 - 4 | At. Madrid Navalcarnero   | 15 de octubre | 20:00 | La Granadilla   | 150 |
| Leganés Masdeporte     | 1 - 2 | Móstoles FSF              | 16 de octubre | 12:30 | La Fortuna      | 500 |
| AD Alcorcón FSF        | 5 - 1 | UDC Txantrea              | 16 de octubre | 13:00 | Los Cantos      | 400 |

| Jimbee Roldán FSF         | 2 - 3 | Ourense Envialia       | 22 de octubre | 12:00 | Gabriel Pérez  | 500 |
| At. Madrid Navalcarnero   | 9 - 1 | UCAM ElPozo Murcia     | 22 de octubre | 17:00 | La Estación    | 300 |
| Cidade de As Burgas       | 4 - 2 | Rubí FS                | 22 de octubre | 17:00 | Los Remedios   | 500 |
| Penya Esplugues Gironella | 2 - 1 | Poio Pescamar          | 22 de octubre | 18:00 | Les Moreras    | 200 |
| Universidad de Alicante   | 9 - 2 | Leganés Masdeporte     | 22 de octubre | 18:30 | Univ. Alicante | 300 |
| Pescados Rubén Burela FS  | 7 - 2 | FSF Rioja              | 22 de octubre | 18:30 | Vista Alegre   | 400 |
| UDC Txantrea              | 2 - 1 | Móstoles FSF           | 22 de octubre | 19:00 | Arrosadía      | 350 |
| AD Alcorcón FSF           | 2 - 3 | Majadahonda FSF/AFAR 4 | 23 de octubre | 13:00 | Los Cantos     | 200 |

| FSF Rioja              | 0 - 4 | Cidade de As Burgas       | 29 de octubre | 16:00 | Pal. Deportes   | 200 |
| Rubí FS                | 2 - 6 | At. Madrid Navalcarnero   | 29 de octubre | 16:30 | La Llana        | 200 |
| Poio Pescamar          | 2 - 0 | Pescados Rubén Burela FS  | 29 de octubre | 16:30 | A Seca          | 400 |
| Ourense Envialia       | 3 - 2 | Penya Esplugues Gironella | 29 de octubre | 17:00 | Los Remedios    | 200 |
| Leganés Masdeporte     | 3 - 2 | Jimbee Roldán FSF         | 29 de octubre | 18:00 | La Fortuna      | 300 |
| UCAM ElPozo Murcia     | 2 - 9 | AD Alcorcón FSF           | 29 de octubre | 18:00 | José Mª Cagigal | 250 |
| Móstoles FSF           | 2 - 5 | Universidad de Alicante   | 29 de octubre | 18:30 | Villafontana    | 500 |
| Majadahonda FSF/AFAR 4 | 3 - 3 | UDC Txantrea              | 29 de octubre | 20:00 | La Granadilla   | 150 |

| Jimbee Roldán FSF         | 9 - 4 | Móstoles FSF            | 5 de noviembre | 12:00 | Gabriel Pérez | 500 |
| At. Madrid Navalcarnero   | 2 - 1 | FSF Rioja               | 5 de noviembre | 17:00 | La Estación   | 300 |
| Cidade de As Burgas       | 3 - 1 | Poio Pescamar           | 5 de noviembre | 17:00 | Los Remedios  | 800 |
| Penya Esplugues Gironella | 3 - 1 | Leganés Masdeporte      | 5 de noviembre | 18:00 | Les Moreras   | 150 |
| Pescados Rubén Burela FS  | 1 - 0 | Ourense Envialia        | 5 de noviembre | 18:30 | Vista Alegre  | 400 |
| UDC Txantrea              | 1 - 6 | Universidad de Alicante | 5 de noviembre | 19:00 | Arrosadía     | 200 |
| Majadahonda FSF/AFAR 4    | 1 - 1 | UCAM ElPozo Murcia      | 5 de noviembre | 20:00 | La Granadilla | 100 |
| Alcorcón FSF              | 8 - 0 | Rubí FS                 | 6 de noviembre | 12:30 | Los Cantos    | 200 |

| Rubí FS                 | 2 - 3 | Majadahonda FSF/AFAR 4    | 12 de noviembre | 16:30 | La Llana        | 200  |
| FSF Rioja               | 0 - 6 | AD Alcorcón FSF           | 12 de noviembre | 18:00 | Gonzalo Berceo  | 250  |
| Leganés Masdeporte      | 2 - 4 | Pescados Rubén Burela FS  | 12 de noviembre | 18:00 | La Fortuna      | 200  |
| UCAM ElPozo Murcia      | 4 - 0 | UDC Txantrea              | 12 de noviembre | 18:00 | José Mª Cagigal | 200  |
| Poio Pescamar           | 0 - 4 | At. Madrid Navalcarnero   | 12 de noviembre | 18:30 | A Seca          | 500  |
| Ourense Envialia        | 5 - 1 | Cidade de As Burgas       | 12 de noviembre | 18:30 | Los Remedios    | 1500 |
| Móstoles FSF            | 2 - 4 | Penya Esplugues Gironella | 12 de noviembre | 18:30 | Villafontana    | 500  |
| Universidad de Alicante | 4 - 2 | Jimbee Roldán FSF         | 12 de noviembre | 18:30 | Uni. Alicante   | 200  |

| Cidade de As Burgas       | 3 - 1  | Leganés Masdeporte      | 19 de noviembre | 17:00 | Los Remedios    | 400 |
| At. Madrid Navalcarnero   | 3 - 1  | Ourense Envialia        | 19 de noviembre | 18:00 | La Estación     | 400 |
| Penya Esplugues Gironella | 0 - 2  | Universidad de Alicante | 19 de noviembre | 18:00 | Les Moreras     | 200 |
| UCAM ElPozo Murcia        | 4 - 3  | Rubí FS                 | 19 de noviembre | 18:00 | José Mª Cagigal | 200 |
| Pescados Rubén Burela FS  | 4 - 3  | Móstoles FSF            | 19 de noviembre | 18:30 | Vista Alegre    | 400 |
| UDC Txantrea              | 1 - 3  | Jimbee Roldán FSF       | 19 de noviembre | 19:00 | Arrosadía       | 200 |
| Majadahonda FSF/AFAR 4    | 10 - 1 | FSF Rioja               | 19 de noviembre | 20:00 | La Granadilla   | 100 |
| Alcorcón FSF              | 2 - 2  | Poio Pescamar           | 20 de noviembre | 13:00 | La Canaleja     | 150 |

| Rubí FS                 | 4 - 2 | UDC Txantrea              | 26 de noviembre | 16:30 | La Llana       | 200 |
| Ourense Envialia        | 1 - 3 | AD Alcorcón FSF           | 26 de noviembre | 17:00 | Los Remedios   | 500 |
| Leganés Masdeporte      | 0 - 8 | At. Madrid Navalcarnero   | 26 de noviembre | 18:00 | La Fortuna     | 400 |
| FSF Rioja               | 4 - 1 | UCAM ElPozo Murcia        | 26 de noviembre | 18:00 | Pal. Deportes  | 250 |
| Móstoles FSF            | 3 - 4 | Cidade de As Burgas       | 26 de noviembre | 18:30 | Villafontana   | 300 |
| Universidad de Alicante | 3 - 1 | Pescados Rubén Burela FS  | 26 de noviembre | 18:30 | Univ. Alicante | 350 |
| Poio Pescamar           | 6 - 0 | Majadahonda FSF/AFAR 4    | 26 de noviembre | 18:30 | A Seca         | 400 |
| Jimbee Roldán FSF       | 9 - 4 | Penya Esplugues Gironella | 27 de noviembre | 12:00 | Gabriel Pérez  | 500 |

| Cidade de As Burgas      | 0 - 1 | Universidad de Alicante   | 7 de enero | 17:00 | Los Remedios    | 500 |
| At. Madrid Navalcarnero  | 5 - 2 | Móstoles FSF              | 7 de enero | 18:00 | La Estación     | 300 |
| UCAM ElPozo Murcia       | 1 - 2 | Poio Pescamar             | 7 de enero | 18:00 | José Mª Cagigal | 200 |
| Majadahonda FSF/AFAR 4   | 3 - 3 | Ourense Envialia          | 7 de enero | 18:00 | La Granadilla   | 100 |
| Rubí FS                  | 1 - 1 | FSF Rioja                 | 7 de enero | 18:30 | La Llana        | 200 |
| UDC Txantrea             | 2 - 4 | Penya Esplugues Gironella | 7 de enero | 19:00 | Arrosadía       | 250 |
| Pescados Rubén Burela FS | 1 - 0 | Jimbee Roldán FSF         | 7 de enero | 19:30 | Vista Alegre    | 400 |
| Alcorcón FSF             | 2 - 2 | Leganés Masdeporte        | 8 de enero | 18:00 | Los Cantos      | 500 |

| Ourense Envialia          | 6 - 2 | UCAM ElPozo Murcia       | 14 de enero | 17:00 | Los Remedios   | 300 |
| Penya Esplugues Gironella | 1 - 2 | Pescados Rubén Burela FS | 14 de enero | 18:00 | Les Moreras    | 100 |
| Móstoles FSF              | 1 - 4 | AD Alcorcón FSF          | 14 de enero | 18:30 | Villafontana   | 600 |
| Universidad de Alicante   | 1 - 3 | At. Madrid Navalcarnero  | 14 de enero | 18:30 | Univ. Alicante | 300 |
| Poio Pescamar             | 1 - 4 | Rubí FS                  | 14 de enero | 18:30 | A Seca         | 350 |
| UDC Txantrea              | 1 - 1 | FSF Rioja                | 14 de enero | 19:00 | Arrosadía      | 300 |
| Jimbee Roldán FSF         | 5 - 3 | Cidade de As Burgas      | 15 de enero | 12:00 | Gabriel Pérez  | 600 |
| Leganés Masdeporte        | 0 - 2 | Majadahonda FSF /AFAR 4  | 15 de enero | 12:30 | La Fortuna     | 350 |

| Rubí FS                  | 1 - 6 | Ourense Envialia          | 21 de enero | 16:30 | La Llana        | 100 |
| Cidade de As Burgas      | 3 - 1 | Penya Esplugues Gironella | 21 de enero | 17:00 | Los Remedios    | 350 |
| FSF Rioja                | 1 - 3 | Poio Pescamar             | 21 de enero | 18:00 | Pal. Deportes   | 250 |
| UCAM ElPozo Murcia       | 7 - 1 | Leganés Masdeporte        | 21 de enero | 18:00 | José Mª Cagigal | 150 |
| At. Madrid Navalcarnero  | 6 - 1 | Jimbee Roldán FSF         | 21 de enero | 18:15 | La Estación     | 400 |
| Pescados Rubén Burela FS | 4 - 0 | UDC Txantrea              | 21 de enero | 18:30 | Vista Alegre    | 400 |
| Majadahonda FSF/AFAR 4   | 4 - 5 | Móstoles FSF              | 21 de enero | 20:00 | La Granadilla   | 100 |
| Alcorcón FSF             | 3 - 1 | Universidad de Alicante   | 22 de enero | 13:00 | Los Cantos      | s/d |

| Rubí FS                 | 2 - 2 | Leganés Masdeporte        | 4 de febrero | 16:00 | La Llana        | 100 |
| UCAM ElPozo Murcia      | 4 - 2 | Móstoles FSF              | 4 de febrero | 18:00 | José Mª Cagigal | 150 |
| FSF Rioja               | 0 - 3 | Ourense Envialia          | 4 de febrero | 18:00 | Pal. Deportes   | 150 |
| At. Madrid Navalcarnero | 3 - 1 | Penya Esplugues Gironella | 4 de febrero | 18:00 | La Estación     | 300 |
| Poio Pescamar           | 5 - 2 | UDC Txantrea              | 4 de febrero | 18:30 | A Seca          | 350 |
| Cidade de As Burgas     | 3 - 5 | Pescados Rubén Burela FS  | 4 de febrero | 20:00 | Los Remedios    | 500 |
| Majadahonda FSF/AFAR 4  | 3 - 4 | Universidad de Alicante   | 4 de febrero | 20:00 | La Granadilla   | 250 |
| AD Alcorcón FSF         | 2 - 0 | Jimbee Roldán FSF         | 5 de febrero | 12:30 | Los Cantos      | 300 |

| Penya Esplugues Gironella | 2 - 5 | AD Alcorcón FSF         | 11 de febrero | 16:00 | Les Moreras    | 100 |
| Ourense Envialia          | 1 - 1 | Poio Pescamar           | 11 de febrero | 17:00 | Los Remedios   | 300 |
| Leganés Masdeporte        | 5 - 1 | FSF Rioja               | 11 de febrero | 18:00 | La Fortuna     | 400 |
| Pescados Rubén Burela FS  | 1 - 2 | At. Madrid Navalcarnero | 11 de febrero | 18:30 | Vista Alegre   | 500 |
| Universidad de Alicante   | 4 - 0 | UCAM ElPozo Murcia      | 11 de febrero | 18:30 | Univ. Alicante | 250 |
| Móstoles FSF              | 3 - 0 | Rubí FS                 | 11 de febrero | 18:30 | Villafontana   | 400 |
| UDC Txantrea              | 2 - 2 | Cidade de As Burgas     | 11 de febrero | 19:00 | Arrosadía      | 150 |
| Jimbee Roldán FSF         | 5 - 0 | Majadahonda FSF/AFAR 4  | 12 de febrero | 11:00 | Gabriel Pérez  | 500 |

| Rubí FS                 | 1 - 8 | Universidad de Alicante   | 18 de febrero | 16:00 | La Llana        | 150 |
| Ourense Envialia        | 6 - 1 | UDC Txantrea              | 18 de febrero | 17:00 | Los Remedios    | 200 |
| FSF Rioja               | 3 - 9 | Móstoles FSF              | 18 de febrero | 18:00 | Pal. Deportes   | 200 |
| At. Madrid Navalcarnero | 3 - 2 | Cidade de As Burgas       | 18 de febrero | 18:00 | La Estación     | 300 |
| UCAM ElPozo Murcia      | 1 - 3 | Jimbee Roldán FSF         | 18 de febrero | 18:00 | José Mª Cagigal | 500 |
| Poio Pescamar           | 3 - 0 | Leganés Masdeporte        | 18 de febrero | 18:30 | A Seca          | 350 |
| Majadahonda FSF/AFAR 4  | 2 - 2 | Penya Esplugues Gironella | 18 de febrero | 20:00 | La Granadilla   | 150 |
| AD Alcorcón FSF         | 2 - 2 | Pescados Rubén Burela FS  | 19 de febrero | 13:00 | Los Cantos      | 500 |

| Penya Esplugues Gironella | 6 - 0  | UCAM ElPozo Murcia      | 4 de marzo | 16:00 | Les Moreras    | 100 |
| Cidade de As Burgas       | 3 - 8  | AD Alcorcón FSF         | 4 de marzo | 17:00 | Los Remedios   | 600 |
| Universidad de Alicante   | 6 - 2  | FSF Rioja               | 4 de marzo | 18:30 | Univ. Alicante | 250 |
| Móstoles FSF              | 3 - 2  | Poio Pescamar           | 4 de marzo | 18:30 | Villafontana   | 300 |
| Pescados Rubén Burela FS  | 4 - 4  | Majadahonda FSF/AFAR 4  | 4 de marzo | 18:30 | Vista Alegre   | 350 |
| UDC Txantrea              | 0 - 4  | At. Madrid Navalcarnero | 4 de marzo | 19:00 | Arrosadía      | 350 |
| Jimbee Roldán FSF         | 11 - 2 | Rubí FS                 | 5 de marzo | 12:00 | Gabriel Pérez  | 500 |
| Leganés Masdeporte        | 2 - 2  | Ourense Envialia        | 5 de marzo | 12:00 | La Fortuna     | 300 |

| Rubí FS                | 0 - 2 | Penya Esplugues Gironella | 11 de marzo | 16:45 | La Llana        | 150  |
| Ourense Envialia       | 1 - 1 | Móstoles FSF              | 11 de marzo | 17:00 | Los Remedios    | 300  |
| UCAM ElPozo Murcia     | 4 - 5 | Pescados Rubén Burela FS  | 11 de marzo | 18:00 | José Mª Cagigal | 200  |
| Poio Pescamar          | 2 - 4 | Universidad de Alicante   | 11 de marzo | 18:30 | A Seca          | 350  |
| Majadahonda FSF/AFAR 4 | 3 - 0 | Cidade de As Burgas       | 11 de marzo | 20:00 | La Granadilla   | 150  |
| FSF Rioja              | 2 - 1 | Jimbee Roldán FSF         | 12 de marzo | 12:00 | Pal. Deportes   | 200  |
| Leganés Masdeporte     | 4 - 0 | UDC Txantrea              | 12 de marzo | 12:30 | La Fortuna      | 300  |
| AD Alcorcón FSF        | 2 - 3 | At. Madrid Navalcarnero   | 12 de marzo | 12:30 | Los Cantos      | 1000 |

| Jimbee Roldán FSF         | 1 - 3 | Poio Pescamar          | 18 de marzo | 12:00 | Gabriel Pérez  | 500 |
| Penya Esplugues Gironella | 1 - 1 | FSF Rioja              | 18 de marzo | 16:00 | Les Moreras    | 150 |
| Cidade de As Burgas       | 2 - 2 | UCAM ElPozo Murcia     | 18 de marzo | 17:00 | Los Remedios   | 400 |
| At. Madrid Navalcarnero   | 8 - 0 | Majadahonda FSF/AFAR 4 | 18 de marzo | 17:30 | La Estación    | 400 |
| Móstoles FSF              | 7 - 5 | Leganés Masdeporte     | 18 de marzo | 18:30 | Villafontana   | 750 |
| Pescados Rubén Burela FS  | 4 - 0 | Rubí FS                | 18 de marzo | 18:30 | Vista Alegre   | 300 |
| Universidad de Alicante   | 4 - 0 | Ourense Envialia       | 18 de marzo | 18:30 | Univ. Alicante | 350 |
| UDC Txantrea              | 2 - 8 | AD Alcorcón FSF        | 18 de marzo | 19:00 | Arrosadía      | 200 |

| Rubí FS                | 3 - 5 | Cidade de As Burgas       | 25 de marzo | 16:30 | La Llana        | 150 |
| Leganés Masdeporte     | 1 - 4 | Universidad de Alicante   | 25 de marzo | 18:00 | La Fortuna      | 200 |
| UCAM ElPozo Murcia     | 0 - 2 | At. Madrid Navalcarnero   | 25 de marzo | 18:00 | José Mª Cagigal | 200 |
| Móstoles FSF           | 4 - 1 | UDC Txantrea              | 25 de marzo | 18:30 | Villafontana    | 450 |
| Poio Pescamar          | 5 - 1 | Penya Esplugues Gironella | 25 de marzo | 18:30 | A Seca          | 400 |
| Ourense Envialia       | 4 - 3 | Jimbee Roldán FSF         | 25 de marzo | 19:00 | Los Remedios    | 400 |
| Majadahonda FSF/AFAR 4 | 3 - 6 | AD Alcorcón FSF           | 25 de marzo | 20:00 | La Granadilla   | 150 |
| FSF Rioja              | 1 - 5 | Pescados Rubén Burela FS  | 26 de marzo | 12:00 | Pal. Deportes   | 200 |

| Jimbee Roldán FSF         | 8 - 1  | Leganés Masdeporte     | 1 de abril | 12:00 | Gabriel Pérez  | 450 |
| Cidade de As Burgas       | 7 - 2  | FSF Rioja              | 1 de abril | 17:00 | Los Remedios   | 700 |
| Penya Esplugues Gironella | 0 - 3  | Ourense Envialia       | 1 de abril | 18:00 | Les Moreras    | s/d |
| At. Madrid Navalcarnero   | 11 - 2 | Rubí FS                | 1 de abril | 18:00 | La Estación    | 200 |
| Universidad de Alicante   | 6 - 2  | Móstoles FSF           | 1 de abril | 18:30 | Univ. Alicante | 300 |
| Pescados Rubén Burela FS  | 1 - 1  | Poio Pescamar          | 1 de abril | 18:30 | Vista Alegre   | 400 |
| UDC Txantrea              | 1 - 3  | Majadahonda FSF/AFAR 4 | 1 de abril | 19:00 | Arrosadía      | 200 |
| AD Alcorcón FSF           | 4 - 1  | UCAM ElPozo Murcia     | 2 de abril | 13:00 | Los Cantos     | 500 |

| Móstoles FSF            | 1 - 1  | Jimbee Roldán FSF         | 8 de abril | 16:00 | Villafontana    | 400 |
| Rubí FS                 | 2 - 4  | AD Alcorcón FSF           | 8 de abril | 16:45 | La Llana        | 50  |
| Ourense Envialia        | 3 - 3  | Pescados Rubén Burela FS  | 8 de abril | 17:00 | Los Remedios    | 200 |
| Universidad de Alicante | 10 - 0 | UDC Txantrea              | 8 de abril | 18:30 | Univ. Alicante  | 250 |
| FSF Rioja               | 1 - 3  | At. Madrid Navalcarnero   | 8 de abril | 19:00 | Pal. Deportes   | 200 |
| Poio Pescamar           | 4 - 2  | Cidade de As Burgas       | 8 de abril | 20:30 | A Seca          | 600 |
| UCAM ElPozo Murcia      | 5 - 3  | Majadahonda FSF/AFAR 4    | 9 de abril | 12:00 | José Mª Cagigal | 150 |
| Leganés Masdeporte      | 3 - 4  | Penya Esplugues Gironella | 9 de abril | 14:00 | La Fortuna      | 300 |

| Cidade de As Burgas       | 3 - 3 | Ourense Envialia        | 22 de abril | 17:00 | Los Remedios  | 1500 |
| At. Madrid Navalcarnero   | 1 - 2 | Poio Pescamar           | 22 de abril | 18:00 | La Estación   | 300  |
| Penya Esplugues Gironella | 2 - 4 | Móstoles FSF            | 22 de abril | 18:00 | Les Moreras   | 200  |
| Pescados Rubén Burela FS  | 5 - 2 | Leganés Masdeporte      | 22 de abril | 18:30 | Vista Alegre  | 400  |
| UDC Txantrea              | 3 - 3 | UCAM ElPozo Murcia      | 22 de abril | 19:00 | Arrosadía     | 200  |
| Majadahonda FSF/AFAR 4    | 6 - 1 | Rubí FS                 | 22 de abril | 20:00 | La Granadilla | 100  |
| Jimbee Roldán FSF         | 4 - 0 | Universidad de Alicante | 23 de abril | 11:00 | Gabriel Pérez | 400  |
| AD Alcorcón FSF           | 4 - 2 | FSF Rioja               | 23 de abril | 13:00 | Los Cantos    | 400  |

| Jimbee Roldán FSF       | 4 - 3 | UDC Txantrea              | 29 de abril | 12:00 | Gabriel Pérez  | 600 |
| FSF Rioja               | 2 - 3 | Majadahonda FSF/AFAR 4    | 29 de abril | 16:00 | Pal Deportes   | 150 |
| Ourense Envialia        | 1 - 1 | At. Madrid Navalcarnero   | 29 de abril | 17:00 | Los Remedios   | 300 |
| Leganés Masdeporte      | 7 - 5 | Cidade de As Burgas       | 29 de abril | 18:00 | La Fortuna     | 350 |
| Poio Pescamar           | 1 - 0 | AD Alcorcón FSF           | 29 de abril | 18:30 | A Seca         | 300 |
| Móstoles FSF            | 3 - 3 | Pescados Rubén Burela FS  | 29 de abril | 18:30 | Villafontana   | 300 |
| Universidad de Alicante | 4 - 2 | Penya Esplugues Gironella | 29 de abril | 18:30 | Univ. Alicante | 100 |
| Rubí FS                 | 1 - 4 | UCAM ElPozo Murcia        | 29 de abril | 19:30 | La Llana       | 100 |

| Penya Esplugues Gironella | 1 - 4 | Jimbee Roldán FSF       | 13 de mayo | 16:00 | Les Moreras     | 150 |
| Cidade de As Burgas       | 2 - 1 | Móstoles FSF            | 13 de mayo | 17:00 | Los Remedios    | 700 |
| UCAM ElPozo Murcia        | 1 - 1 | FSF Rioja               | 13 de mayo | 18:00 | José Mª Cagigal | 100 |
| At. Madrid Navalcarnero   | 4 - 1 | Leganés Masdeporte      | 13 de mayo | 18:30 | La Estación     | 300 |
| Majadahonda FSF/AFAR 4    | 3 - 3 | Poio Pescamar           | 13 de mayo | 20:00 | La Granadilla   | 150 |
| UDC Txantrea              | 3 - 2 | Rubí FS                 | 14 de mayo | 12:00 | Arrosadía       | 450 |
| Pescados Rubén Burela FS  | 0 - 1 | Universidad de Alicante | 14 de mayo | 12:30 | Vista Alegre    | 500 |
| AD Alcorcón FSF           | 0 - 1 | Ourense Envialia        | 14 de mayo | 13:00 | Los Cantos      | 500 |

| Jimbee Roldán FSF         | 5 - 2 | Pescados Rubén Burela FS   | 20 de mayo | 12:00 | Gabriel Pérez  | 600 |
| Penya Esplugues Gironella | 7 - 2 | UDC Txantrea               | 20 de mayo | 16:00 | Les Moreras    | 100 |
| Ourense Envialia          | 7 - 0 | Majadahonda FSF/AFAR 4     | 20 de mayo | 17:00 | Los Remedios   | 300 |
| FSF Rioja                 | 3 - 3 | Rubí FS                    | 20 de mayo | 18:00 | Pal. Deportes  | 300 |
| Móstoles FSF              | 0 - 4 | At. Madrid Navalcarnero(C) | 20 de mayo | 18:30 | Villafontana   | 150 |
| Universidad de Alicante   | 3 - 3 | Cidade de As Burgas        | 20 de mayo | 18:30 | Univ. Alicante | 300 |
| Poio Pescamar             | 3 - 2 | UCAM ElPozo Murcia         | 20 de mayo | 18:30 | A Seca         | 300 |
| Leganés Masdeporte        | 1 - 4 | AD Alcorcón FSF            | 21 de mayo | 12:30 | La Fortuna     | 300 |

| Cidade de As Burgas      | 2 - 5 | Jimbee Roldán FSF         | 27 de mayo | 18:00 | Los Remedios    | 450 |
| At. Madrid Navalcarnero  | 1 - 0 | Universidad de Alicante   | 27 de mayo | 18:00 | La Estación     | 500 |
| FSF Rioja                | 1 - 0 | UDC Txantrea              | 27 de mayo | 18:00 | Gonzalo Berceo  | 400 |
| Pescados Rubén Burela FS | 1 - 0 | Penya Esplugues Gironella | 27 de mayo | 18:00 | Vista Alegre    | 300 |
| Majadahonda FSF/AFAR 4   | 3 - 2 | Leganés Masdeporte        | 27 de mayo | 18:00 | La Granadilla   | 200 |
| AD Alcorcón FSF          | 5 - 1 | Móstoles FSF              | 27 de mayo | 18:00 | Los Cantos      | 200 |
| Rubí FS                  | 3 - 1 | Poio Pescamar             | 27 de mayo | 18:00 | La Llana        | 100 |
| UCAM ElPozo Murcia       | 2 - 1 | Ourense Envialia          | 27 de mayo | 18:00 | José Mª Cagigal | 200 |

| Penya Esplugues Gironella                                                                       | 3 - 3   | Cidade de As Burgas      | 3 de junio | 18:00 | Les Moreras    | 300 |
| Poio Pescamar                                                                                   | 5 - 1   | FSF Rioja                | 3 de junio | 18:00 | A Seca         | 250 |
| UDC Txantrea                                                                                    | 1 - 3   | Pescados Rubén Burela FS | 3 de junio | 18:00 | Arrosadía      | 200 |
| Ourense Envialia                                                                                | 6 - 0N1 | Rubí FS                  | 3 de junio | 18:00 | Los Remedios   |     |
| Leganés Masdeporte                                                                              | 4 - 0   | UCAM ElPozo Murcia       | 3 de junio | 18:00 | La Fortuna     | 500 |
| Móstoles FSF                                                                                    | 4 - 4   | Majadahonda FSF/AFAR 4   | 3 de junio | 18:00 | Villafontana   | 600 |
| Universidad de Alicante                                                                         | 2 - 3   | AD Alcorcón FSF          | 3 de junio | 18:00 | Univ. Alicante | 300 |
| Jimbee Roldán FSF                                                                               | 1 - 4   | At. Madrid Navalcarnero  | 3 de junio | 18:30 | Gabriel Pérez  | 600 |
| Nota 1: El partido se le dio por ganado al Ourense Envialia por la incomparecencia del Rubí FS. |         |                          |            |       |                |     |

## Estadísticas

### Tabla histórica de goleadoras
| Puesto | Jugadora        | Equipo                       | Goles |
| ------ | --------------- | ---------------------------- | ----- |
| 1      | Iria Saeta      | Cidade de As Burgas FS       | 38    |
| 3      | Mayte Mateo     | Jimbee Roldán F. S. F.       | 32    |
| 3      | Ariane          | Atlético Madrid Navalcarnero | 31    |
| 4      | Dany Domingos   | CD Burela FS Pescados Rubén  | 29    |
| 5      | Vane Sotelo     | A. D. Alcorcón F. S. F.      | 28    |
| 6      | Consuelo Campoy | Jimbee Roldán F. S. F.       | 26    |
| 7      | Ju Delgado      | Atlético Madrid Navalcarnero | 25    |
| 8      | Inma            | FSF Móstoles                 | 24    |
| 9      | Marta Rodríguez | Majadahonda F. S. F./Afar 4  | 23    |
| 10     | Alicia Benete   | C. D. Leganés                | 22    |

### Amonestaciones por equipo
| 1                                                   | Poio Pescamar FS           | 17 | 0 |
| 2                                                   | UCAM El Pozo Murcia FS     | 20 | 0 |
| 3                                                   | CD Universidad de Alicante | 23 | 0 |
| 4                                                   | FSF Rioja                  | 25 | 0 |
| 5                                                   | Penya Esplugues Gironella  | 26 | 0 |
| 6                                                   | AD Alcorcón FSF            | 28 | 0 |
| 7                                                   | Burela FS                  | 27 | 1 |
| 8                                                   | Rubí FS                    | 33 | 0 |
| 9                                                   | Jimbee Roldán FSF          | 37 | 0 |
| 10                                                  | UDC Txantrea               | 45 | 0 |
| 11                                                  | CD Futsi Atlético Feminas  | 42 | 2 |
| 12                                                  | Cidade de As Burgas FS     | 48 | 1 |
| 13                                                  | FSF Móstoles               | 48 | 3 |
| 14                                                  | Leganés FS                 | 49 | 4 |
| 15                                                  | Ourense CF SAD             | 54 | 2 |
| 16                                                  | Majadahonda FSF/Afar 4     | 66 | 2 |
| Última actualización: 3 de junio 2017 Fuente: ACFSF |                            |    |   |

### Rachas
- Mayor racha ganadora: Atlético Madrid Navalcarnero; 24 jornadas (jornada 1 a 24)
- Mayor racha invicta: Atlético Madrid Navalcarnero; 24 jornadas (jornada 1 a 24)
- Mayor racha marcando: Atlético Madrid Navalcarnero; 30 jornadas  (jornada 1 a 30)
- Mayor racha empatando: Ourense Envialia C. F.; 3 jornadas (jornada 24 a 26)
- Mayor racha imbatida: 4 equipos; 2 jornadas
- Mayor racha perdiendo: Rubí F. S.; 11 jornadas (jornada 17 a 27)
- Mayor racha sin ganar: UDC Txantrea; 19 jornadas  (jornada 8 a 26)
- Mayor racha sin marcar: 3 equipos; 2 jornadas
- Mayor goleada en casa: Universidad de Alicante 10 - 0 UDC Txantrea (8 de abril)
- Mayor goleada a domicilio: UCAM ElPozo Murcia 2 - 9 AD Alcorcón FSF (29 de octubre)
- Partidos con más goles:

Jimbee Roldán FSF 9 - 4 Móstoles FSF (5 de noviembre)
Jimbee Roldán FSF 9 - 4 Penya Esplugues Gironella (27 de noviembre)
Jimbee Roldán FSF 11 - 2 Rubí FS (5 de marzo)
Atlético Madrid Navalcarnero 11 - 2 Rubí FS (1 de abril)

### Asistencia en los estadios
| Pos                                      | Equipo                     | Pabellón                | Total | Más alta | Más baja | Media |
| ---------------------------------------- | -------------------------- | ----------------------- | ----- | -------- | -------- | ----- |
| 1                                        | Cidade de As Burgas FS     | Los Remedios            | 8 700 | 1 500    | 350      | 580   |
| 2                                        | Jimbee Roldán FSF          | Gabriel Pérez           | 7 850 | 600      | 400      | 523   |
| 3                                        | FSF Móstoles               | Villafontana            | 6 300 | 750      | 150      | 420   |
| 4                                        | Ourense Envialia           | Los Remedios            | 5 800 | 1 500    | 200      | 414   |
| 5                                        | Burela FS                  | Vista Alegre            | 6 150 | 500      | 300      | 410   |
| 6                                        | AD Alcorcón FSF            | Los Cantos              | 5 550 | 1 000    | 200      | 396   |
| 7                                        | Poio Pescamar FS           | A Seca                  | 5 800 | 600      | 250      | 387   |
| 8                                        | Leganés FS                 | La Fortuna              | 5 050 | 500      | 150      | 337   |
| 9                                        | CD Futsi Atlético Feminas  | La Estación             | 5 000 | 600      | 150      | 333   |
| 10                                       | CD Universidad de Alicante | Universidad de Alicante | 4 300 | 400      | 100      | 287   |
| 11                                       | UDC Txantrea               | Arrosadía               | 4 000 | 450      | 150      | 267   |
| 12                                       | FSF Rioja                  | Pal. Deportes           | 3 300 | 400      | 150      | 220   |
| 13                                       | UCAM El Pozo Murcia FS     | José María Cagigal      | 3 150 | 500      | 100      | 210   |
| 14                                       | Penya Esplugues Gironella  | Les Moreras             | 2 200 | 300      | 50       | 157   |
| 15                                       | Rubí FS                    | La Llana                | 2 300 | 250      | 50       | 153   |
| 16                                       | Majadahonda FSF/Afar 4     | La Granadilla           | 2 150 | 250      | 100      | 143   |
| Última actualización: 3 de junio de 2017 |                            |                         |       |          |          |       |

### Otros datos estadísticos
En el cuadro se detalla el resumen de goles, espectadores, amarillas y expulsiones por jornada y totales.
| Datos estadísticos por jornada | Datos estadísticos por jornada | Datos estadísticos por jornada | Datos estadísticos por jornada | Datos estadísticos por jornada |
| --- | ------------------------------ | ------------------------------ | ------------------------------ | ------------------------------ |
| \| Jornada \| Goles · \| Amarillas · \| Expulsiones · \| Espectadores \| \| Jornada 1 \| 48 \| 20 \| 0 \| 3.200 \| \| Jornada 2 \| 28 \| 18 \| 1 \| 2.000 \| \| Jornada 3 \| 34 \| 24 \| 0 \| 2.650 \| \| Jornada 4 \| 51 \| 16 \| 0 \| 2.350 \| \| Jornada 5 \| 44 \| 22 \| 0 \| 3.200 \| \| Jornada 6 \| 34 \| 22 \| 0 \| 2.400 \| \| Jornada 7 \| 52 \| 17 \| 0 \| 2.750 \| \| Jornada 8 \| 47 \| 11 \| 2 \| 2.200 \| \| Jornada 9 \| 45 \| 20 \| 0 \| 2.650 \| \| Jornada 10 \| 40 \| 10 \| 0 \| 3.550 \| \| Jornada 11 \| 48 \| 19 \| 0 \| 2.050 \| \| Jornada 12 \| 47 \| 21 \| 0 \| 2.900 \| \| Jornada 13 \| 30 \| 24 \| 1 \| 2.450 \| \| Jornada 14 \| 37 \| 17 \| 0 \| 2.900 \| \| Jornada 15 \| 47 \| 14 \| 0 \| 1.750 \| \| Jornada 16 \| 41 \| 20 \| 0 \| 2.100 \| \| Jornada 17 \| 34 \| 29 \| 0 \| 2.700 \| \| Jornada 18 \| 48 \| 9 \| 0 \| 2.350 \| \| Jornada 19 \| 59 \| 25 \| 1 \| 2.700 \| \| Jornada 20 \| 34 \| 20 \| 3 \| 2.650 \| \| Jornada 21 \| 48 \| 23 \| 1 \| 3.050 \| \| Jornada 22 \| 48 \| 22 \| 0 \| 2.150 \| \| Jornada 23 \| 53 \| 17 \| 0 \| 2.750 \| \| Jornada 24 \| 49 \| 22 \| 0 \| 2.150 \| \| Jornada 25 \| 45 \| 19 \| 0 \| 3.500 \| \| Jornada 26 \| 44 \| 26 \| 2 \| 2.200 \| \| Jornada 27 \| 28 \| 21 \| 1 \| 2.850 \| \| Jornada 28 \| 49 \| 22 \| 0 \| 2.350 \| \| Jornada 29 \| 28 \| 15 \| 1 \| 2.350 \| \| Jornada 30 \| 38 \| 23 \| 2 \| 2.750 \| \| TOTALES \| 1.278 \| 588 \| 15 \| 77.600 \| \| Media (por jornada) \| 42,6 \| 19,6 \| 0,5 \| 2.587 \| \| ------------------- \| ------- \| ----------- \| ------------- \| ------------ \| · Las amarillas contabilizan el total, en caso de doble amarilla se apuntarán dos amarillas y ninguna expulsión. Actualizado el 3 de junio de 2017 |                                |                                |                                |                                |
| Jornada | Goles ·                        | Amarillas ·                    | Expulsiones ·                  | Espectadores                   |
| Jornada 1 | 48                             | 20                             | 0                              | 3.200                          |
| Jornada 2 | 28                             | 18                             | 1                              | 2.000                          |
| Jornada 3 | 34                             | 24                             | 0                              | 2.650                          |
| Jornada 4 | 51                             | 16                             | 0                              | 2.350                          |
| Jornada 5 | 44                             | 22                             | 0                              | 3.200                          |
| Jornada 6 | 34                             | 22                             | 0                              | 2.400                          |
| Jornada 7 | 52                             | 17                             | 0                              | 2.750                          |
| Jornada 8 | 47                             | 11                             | 2                              | 2.200                          |
| Jornada 9 | 45                             | 20                             | 0                              | 2.650                          |
| Jornada 10 | 40                             | 10                             | 0                              | 3.550                          |
| Jornada 11 | 48                             | 19                             | 0                              | 2.050                          |
| Jornada 12 | 47                             | 21                             | 0                              | 2.900                          |
| Jornada 13 | 30                             | 24                             | 1                              | 2.450                          |
| Jornada 14 | 37                             | 17                             | 0                              | 2.900                          |
| Jornada 15 | 47                             | 14                             | 0                              | 1.750                          |
| Jornada 16 | 41                             | 20                             | 0                              | 2.100                          |
| Jornada 17 | 34                             | 29                             | 0                              | 2.700                          |
| Jornada 18 | 48                             | 9                              | 0                              | 2.350                          |
| Jornada 19 | 59                             | 25                             | 1                              | 2.700                          |
| Jornada 20 | 34                             | 20                             | 3                              | 2.650                          |
| Jornada 21 | 48                             | 23                             | 1                              | 3.050                          |
| Jornada 22 | 48                             | 22                             | 0                              | 2.150                          |
| Jornada 23 | 53                             | 17                             | 0                              | 2.750                          |
| Jornada 24 | 49                             | 22                             | 0                              | 2.150                          |
| Jornada 25 | 45                             | 19                             | 0                              | 3.500                          |
| Jornada 26 | 44                             | 26                             | 2                              | 2.200                          |
| Jornada 27 | 28                             | 21                             | 1                              | 2.850                          |
| Jornada 28 | 49                             | 22                             | 0                              | 2.350                          |
| Jornada 29 | 28                             | 15                             | 1                              | 2.350                          |
| Jornada 30 | 38                             | 23                             | 2                              | 2.750                          |
| TOTALES | 1.278                          | 588                            | 15                             | 77.600                         |
| Media (por jornada) | 42,6                           | 19,6                           | 0,5                            | 2.587                          |